# Quận Wilkin, Minnesota
Quận Wilkin là một quận thuộc tiểu bang Minnesota, Hoa Kỳ.
Quận này được đặt tên theo Robert Toombs (1810-85). Theo điều tra dân số của Cục điều tra dân số Hoa Kỳ năm 2000, quận có dân số 7138 người. Quận lỵ đóng ở Breckenridge6. Quận đã được lập từ quận Pembina

## Địa lý
Theo Cục điều tra dân số Hoa Kỳ, quận có diện tích 1947 km2, trong đó có 1 km2 là diện tích mặt nước.

### Các xa lộ chính
| - Interstate 94 - U.S. Highway 52 - U.S. Highway 75 - Minnesota State Highway 9 | - Minnesota State Highway 55 - Minnesota State Highway 108 - Minnesota State Highway 210 |

### Quận giáp ranh
- Quận Clay (bắc)
- Quận Otter Tail (đông)
- Quận Grant (đông nam)
- Quận Traverse (nam)
- Quận Richland, North Dakota (tây nam)
- Quận Cass, North Dakota (tây bắc)